# You Don't Have to Say You Love Me
"You Don't Have to Say You Love Me" is een nummer van de Britse zangeres Dusty Springfield. Het nummer verscheen niet op een regulier studioalbum, maar werd op 25 maart 1966 uitgebracht als single.

## Achtergrond

### Originele versie
"You Don't Have to Say You Love Me" is een vertaling van het Italiaanse lied "Io che non vivo (senza te)", wat naar het Nederlands te vertalen is als "Ik, die niet kan leven (zonder jou)". Dit nummer werd geschreven door Pino Donaggio en Vito Pallavicini, en werd gezongen door Donaggio en Jody Miller op het festival van San Remo in 1965. Het behaalde de finale van het festival en werd in maart 1965 in de versie van Donaggio een nummer 1-hit in Italië. Het werd tevens prominent gebruikt in de film Vaghe stelle dell'orsa, die dat jaar uitkwam.

### Versie van Dusty Springfield
Dusty Springfield nam in 1965 eveneens deel aan het festival van San Remo en zat in het publiek toen Donaggio en Miller "Io che non vivo (senza te)" zongen. Springfield kon de tekst niet verstaan, maar was toch tot tranen geroerd. Ze wist een kopie van de single te bemachtigen, maar wachtte een jaar voordat zij een Engelstalige versie op zou nemen.
Op 9 maart 1966 nam Springfield een instrumentale versie van het nummer van Donaggio mee in de studio. Hierop werd een Engelstalige versie geschreven door haar vriendin Vicki Wickham, een producer van Ready Steady Go!, en diens vriend Simon Napier-Bell, de manager van The Yardbirds. Geen van beiden had ervaring als tekstschrijver en begrepen allebei de Italiaanse tekst niet. Zij wilden eerst een anti-liefdeslied schrijven met de titel "I Don't Love You", maar toen dat niet lukte, werd het in eerste instantie aangepast naar "You Don't Love Me", toen naar "You Don't Have to Love Me" en uiteindelijk naar "You Don't Have to Say You Love Me", een zin die binnen de melodie paste. Het refrein werd binnen een uur geschreven, terwijl de coupletten in een taxi werden geschreven. De volgende dag nam Springfield deze versie op. Ze was niet tevreden met de akoestiek in de studio, dus nam zij het uiteindelijk op in een trappenhuis. Pas na 47 takes was zij tevreden met de uitkomst.
"You Don't Have to Say You Love Me" werd de grootste hit van Springfield in het Verenigd Koninkrijk, waar het haar enige nummer 1-hit was in de UK Singles Chart. Het behaalde daarnaast de vierde plaats in de Amerikaanse Billboard Hot 100. Daarnaast werd het een nummer 1-hit in de Filipijnen en behaalde het in Australië, Canada, Finland en Nieuw-Zeeland de top 10. In de Nederlandse Top 40 piekte de single op nummer 27. In 2004 zette het tijdschrift Rolling Stone het nummer op plaats 491 in hun lijst The 500 Greatest Songs of All Time. In de Verenigde Staten werd het nummer uitgebracht op de lokale versie van het album Ev'rything's Coming Up Dusty, dat eveneens de titel You Don't Have to Say You Love Me meekreeg.

### Overige versies
"You Don't Have to Say You Love Me" is gecoverd door meerdere artiesten. De bekendste versie is afkomstig van Elvis Presley, opgenomen op 6 juni 1970 en uitgebracht op 6 oktober van dat jaar als de eerste single van zijn album That's the Way It Is. Deze versie behaalde de elfde plaats in de Billboard Hot 100. In 2007 was het de vijftiende single die opnieuw werd uitgebracht als onderdeel van de boxset Elvis the King ter gelegenheid van de dertigste sterfdag van Presley. In Nederland kwam de single hierdoor tot plaats 51 in de Single Top 100; bij de oorspronkelijke uitgave in 1970 kwam het tot de derde plaats in de Tipparade. Ook kwam het tot de dertiende plaats in de voorloper van de Vlaamse Ultratop 50. Een andere hitgenoteerde versie is die van Guys 'n' Dolls. Deze kwam in het Verenigd Koninkrijk tot de vijfde plaats, terwijl de single in Nederland tot de tiende plaats in de Top 40 en de twaalfde plaats in de Nationale Hitparade kwam. In Vlaanderen kwam het tot de achtste plaats in de voorloper van de Ultratop 50.
Andere artiesten die "You Don't Have to Say You Love Me", ofwel in het Engels of in een andere taal, hebben gecoverd, zijn onder meer Lynn Anderson, Richard Anthony, Michael Ball, John Barrowman, Peter Beil, Corry Brokken, Glen Campbell, Vikki Carr, Clarence Carter, Cher, Taylor Dayne, Kiki Dee, Jackie DeShannon, The Floaters, Connie Francis, Robert Goulet, Kristina Hautala, André Hazes, Trude Herr, Red Hurley, Grethe Ingmann, Jill Johnson, Tom Jones, Patricia Kaas, Lea Laven, Vicky Leandros, Amanda Lear, Brenda Lee, The Lennon Sisters, Maureen McGovern, Luis Miguel, Milva, Bill Medley, Matt Monro, Olsen Brothers, Ingrid Peters, Ulla Pia, Arthur Prysock, Smokey Robinson & The Miracles, The Shadows, Carla Thomas, Isao Tomita, Mel Tormé, Il Volo, Frances Yip en Iva Zanicchi.

## Hitnoteringen

### Dusty Springfield

#### Nederlandse Top 40
| Hitnotering: 14-05-1966 t/m 16-07-1966 | Hitnotering: 14-05-1966 t/m 16-07-1966 | Hitnotering: 14-05-1966 t/m 16-07-1966 | Hitnotering: 14-05-1966 t/m 16-07-1966 | Hitnotering: 14-05-1966 t/m 16-07-1966 | Hitnotering: 14-05-1966 t/m 16-07-1966 | Hitnotering: 14-05-1966 t/m 16-07-1966 | Hitnotering: 14-05-1966 t/m 16-07-1966 | Hitnotering: 14-05-1966 t/m 16-07-1966 | Hitnotering: 14-05-1966 t/m 16-07-1966 | Hitnotering: 14-05-1966 t/m 16-07-1966 | Hitnotering: 14-05-1966 t/m 16-07-1966 |
| Week                                   | 1                                      | 2                                      | 3                                      | 4                                      | 5                                      | 6                                      | 7                                      | 8                                      | 9                                      | 10                                     |                                        |
| -------------------------------------- | -------------------------------------- | -------------------------------------- | -------------------------------------- | -------------------------------------- | -------------------------------------- | -------------------------------------- | -------------------------------------- | -------------------------------------- | -------------------------------------- | -------------------------------------- | -------------------------------------- |
| Positie                                | 34                                     | 30                                     | 27                                     | 27                                     | 27                                     | 27                                     | 29                                     | 31                                     | 31                                     | 39                                     | uit                                    |

#### NPO Radio 2 Top 2000
| Nummer met noteringen in de NPO Radio 2 Top 2000 | '99  | '00 | '01  | '02  | '03  | '04  | '05  | '06  | '07  | '08  | '09  | '10  | '11  | '12 | '13  |
| ------------------------------------------------ | ---- | --- | ---- | ---- | ---- | ---- | ---- | ---- | ---- | ---- | ---- | ---- | ---- | --- | ---- |
| You Don't Have to Say You Love Me                | 1135 | 980 | 1017 | 1460 | 1674 | 1291 | 1401 | 1135 | 1014 | 1192 | 1475 | 1221 | 1337 | -   | 1829 |

1. ↑  Een '-' betekent dat het nummer niet was genoteerd en een vetgedrukt getal geeft de hoogste notering aan.
2. ↑  Deze tabel is bijgewerkt tot en met de laatste editie (2024).

### Guys 'n' Dolls

#### Nederlandse Top 40
| Hitnotering: 03-09-1977 t/m 29-10-1977 | Hitnotering: 03-09-1977 t/m 29-10-1977 | Hitnotering: 03-09-1977 t/m 29-10-1977 | Hitnotering: 03-09-1977 t/m 29-10-1977 | Hitnotering: 03-09-1977 t/m 29-10-1977 | Hitnotering: 03-09-1977 t/m 29-10-1977 | Hitnotering: 03-09-1977 t/m 29-10-1977 | Hitnotering: 03-09-1977 t/m 29-10-1977 | Hitnotering: 03-09-1977 t/m 29-10-1977 | Hitnotering: 03-09-1977 t/m 29-10-1977 | Hitnotering: 03-09-1977 t/m 29-10-1977 |
| Week                                   | 1                                      | 2                                      | 3                                      | 4                                      | 5                                      | 6                                      | 7                                      | 8                                      | 9                                      |                                        |
| -------------------------------------- | -------------------------------------- | -------------------------------------- | -------------------------------------- | -------------------------------------- | -------------------------------------- | -------------------------------------- | -------------------------------------- | -------------------------------------- | -------------------------------------- | -------------------------------------- |
| Positie                                | 33                                     | 26                                     | 19                                     | 13                                     | 12                                     | 10                                     | 10                                     | 16                                     | 37                                     | uit                                    |

#### Nationale Hitparade
| Hitnotering: 10-09-1977 t/m 29-10-1977 | Hitnotering: 10-09-1977 t/m 29-10-1977 | Hitnotering: 10-09-1977 t/m 29-10-1977 | Hitnotering: 10-09-1977 t/m 29-10-1977 | Hitnotering: 10-09-1977 t/m 29-10-1977 | Hitnotering: 10-09-1977 t/m 29-10-1977 | Hitnotering: 10-09-1977 t/m 29-10-1977 | Hitnotering: 10-09-1977 t/m 29-10-1977 | Hitnotering: 10-09-1977 t/m 29-10-1977 | Hitnotering: 10-09-1977 t/m 29-10-1977 |
| Week                                   | 1                                      | 2                                      | 3                                      | 4                                      | 5                                      | 6                                      | 7                                      | 8                                      |                                        |
| -------------------------------------- | -------------------------------------- | -------------------------------------- | -------------------------------------- | -------------------------------------- | -------------------------------------- | -------------------------------------- | -------------------------------------- | -------------------------------------- | -------------------------------------- |
| Positie                                | 18                                     | 14                                     | 12                                     | 12                                     | 12                                     | 19                                     | 19                                     | 23                                     | uit                                    |

### Elvis Presley

#### Single Top 100
| Hitnotering: 17-11-2007 t/m 24-11-2007 | Hitnotering: 17-11-2007 t/m 24-11-2007 | Hitnotering: 17-11-2007 t/m 24-11-2007 | Hitnotering: 17-11-2007 t/m 24-11-2007 |
| Week                                   | 1                                      | 2                                      |                                        |
| -------------------------------------- | -------------------------------------- | -------------------------------------- | -------------------------------------- |
| Positie                                | 51                                     | 95                                     | uit                                    |